# Adam Bochenek

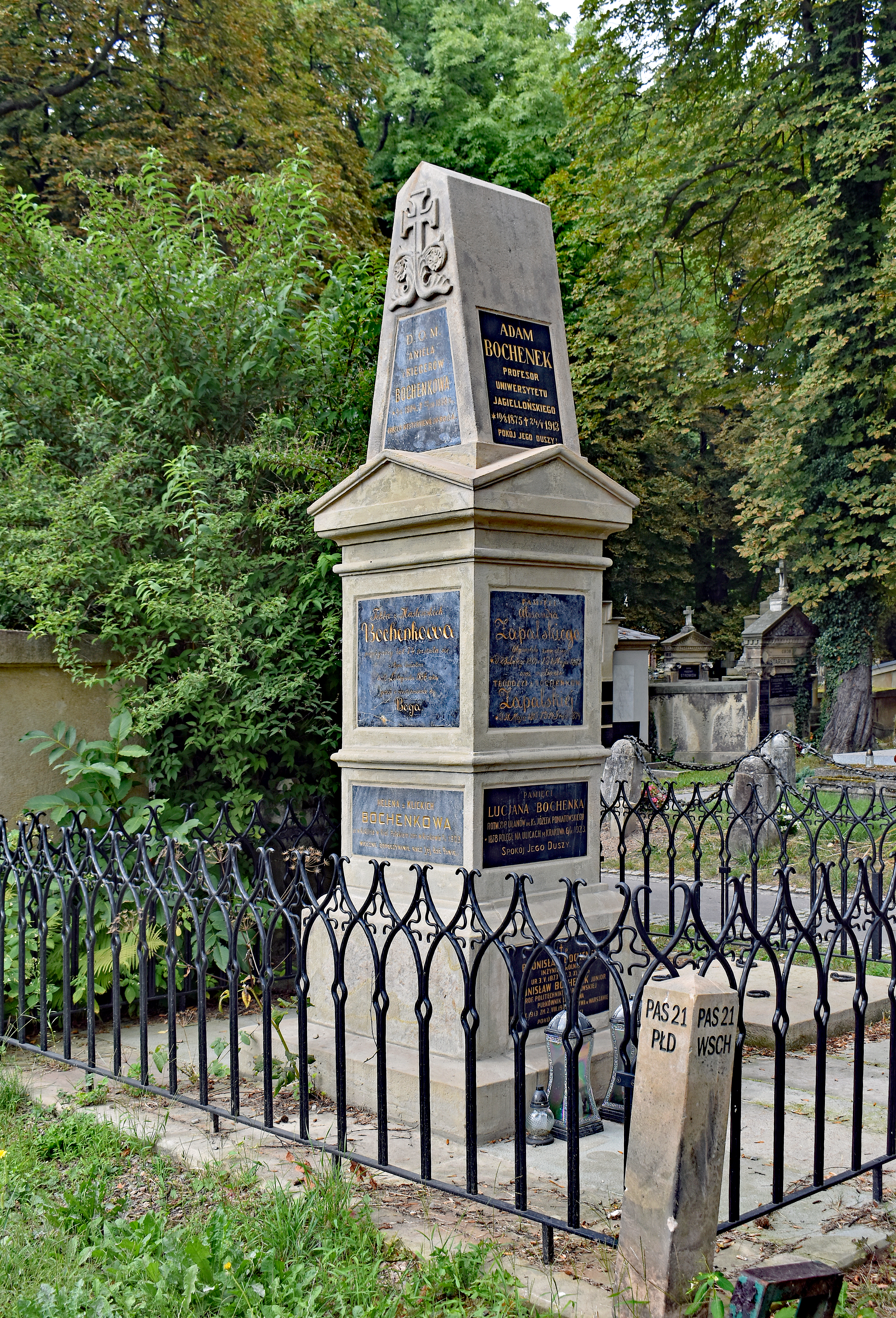
Cmentarz Rakowicki.
Grób Adama Bochenka.

Adam Wawrzyniec Bochenek (ur. 10 sierpnia 1875 w Krakowie, zm. 25 maja 1913 tamże) – polski lekarz, anatom, histolog, antropolog. Autor wielokrotnie wznawianego podręcznika anatomii.

## Życiorys
Był synem profesora ekonomii Uniwersytetu Jagiellońskiego Mieczysława (1838–1887) i Heleny z Klickich. Miał braci Bronisława (1873) i Lucjana (1878–1923). Po śmierci ojca opiekunem jego i braci został Witold Bochenek, urzędnik krakowskiej prokuratorii. Ukończył krakowskie III Gimnazjum, od 1892 do 1898 studiował na UJ nauki medyczne, 5 marca 1898 uzyskał stopień doktora wszechnauk lekarskich. W czasie studiów współpracował z Henrykiem Hoyerem (młodszym) jako demonstrator, był także asystentem przy Katedrze Anatomii u Kazimierza Kostaneckiego.
W latach 1899–1901 przebywał za granicą, studiował antropologię w Instytucie Schwalbego w Strasburgu oraz na Uniwersytecie Lowańskim, gdzie uczył się neuroanatomii u Van Gehuchtena. W 1903 i 1904 przebywał w stacji zoologicznej w Neapolu. W 1901 habilitował się na UJ na podstawie dysertacji O budowie komórki nerwowej ślimaka Helix pomatia, od 1906 był profesorem nadzwyczajnym. Wykładał anatomię opisową, zorganizował laboratorium badawcze zajmujące się budową i przebiegiem włókien układu nerwowego. Był autorem 28 prac naukowych, przeważnie z dziedziny histologii i embriologii bezkręgowców. Prowadził też badania antropologiczne nad ludnością wiejską Kutna, Łęczycy i powiatu mławskiego.
Pod kierunkiem Bochenka wykonywali prace Grzywo-Dąbrowski, Frenkel, M. Jaworowski, Jeleńska, T. Kleczkowski, P. Łoziński, Rosenhauch.
Według informacji prasowych podanych tuż po jego śmierci, na krótko przed nią zmagał się z rozstrojem nerwowym, na co przyjmował coluol, który ostatecznie przyjął w zbyt silnej dawce co doprowadziło do zgonu po dziewięciu godzinach, pomimo wysiłków ratujących go lekarzy. Później przyjęto, że zmarł śmiercią samobójczą – istnieją dwie teorie na ten temat. Pierwszą jest rozwijająca się choroba nerwowa i skomplikowane problemy życiowe (popadł w depresję w trakcie reorganizacji wydziału, wskutek której został odsunięty od pracy naukowej) doprowadziły Adama Bochenka do śmierci samobójczej, poprzez dożylne wstrzyknięcie substancji do konserwacji preparatów anatomicznych. Drugą, do której przychyla się aktualnie większość historyków jest depresja, na którą cierpiało wielu członków jego rodziny i sam Bochenek od lat młodzieńczych. Leczył się farmakologicznie nieznaną substancją i zmarł w wyniku przedawkowania. Pochowany jest na cmentarzu Rakowickim w grobowcu rodzinnym (kwatera 21).
Nekrologi napisali Adam Wrzosek, Emil Godlewski, Józef Zawadzki, Stanisław Maziarski. Pamięci Adama Bochenka poświęcił swoją książkę Roman Dyboski.
Artykuły wspomnieniowe ukazały się w 70. rocznicę pierwszego wydania podręcznika anatomii i w 75. rocznicę śmierci. Z tej okazji odbyła się też specjalna sesja naukowa i odsłonięto pamiątkową tablicę na ścianie budynku zakładu anatomii w Krakowie.
Najbardziej znanym jego dziełem jest wielotomowy podręcznik Anatomia człowieka (I tom z zaplanowanych czterech ukazał się za życia autora w 1909, nakładem PAU). Przed wojną wyszły kolejne tomy. Po wojnie pracę nad podręcznikiem kontynuowali Ciechanowski i Michał Reicher. W latach 1953–1965 ukazało się siedem tomów, potem skrócono całość do pięciu. Anatomia Bochenka jest wznawiana do dziś.

## Prace
- O ruchu w świecie zwierzęcym. Wszechświat (1897)
- O dojrzewaniu i zapłodnieniu jajka u ślimaka Aplysia depilans. Rozpr Wydz Mat-Przyrodn. Akad Umiej w Krakowie (1899)
- Die Reifung und Befruchtung des Eies von Aplysia depilans. Bull de I’Acad Scie Crac (1899)
- Die Nervenbahnen des Voderhirns von Salamandra maculosa. Bull de l’Acad. Scie Crac (1899)
- Drogi nerwowe przedmóżdża salamandry plamistej. Rozpr Wydz Mat-Przyrodn Akad Umiej. w Krakowie s. 338–346 (1900)
- Ueber die Nervenendigungen in den Plexus chorioidei des Frosches. Bull de I’Acad Scie Crac (1899)
- O unerwieniu splotów naczyniowych mózgu żaby. Bull. internat. Acad. d. sc. de Cracovie 346-348, 2 pl. (1900)
- Arthur van Gehuchten, Adam Bochenek. Le nerv de Willis dans ses connexions avec le nerv pneumo-gastrique. Le Nevraxe 3 (1901)
- Arthur van Gehuchten, Adam Bochenek. Le nerf accessoire de Willis dans ses connexions avec le nerf pneumogastrique. Bull. Acad. roy. de méd. de Belg. 15, 90-107 (1901)
- Dégénérescence des fibres endogènes ascendantes de la moelle après ligature de l’aorte abdominale. Le Nevraxe 3, s. 219–234 (1901)
- Contribution à l’étude du système nerveux des gastéropodes (Helix pomatia Lin.) anatomie fine des cellules nerveuses. Névraxe 3, s. 83–105, 2 pl. (1901)
- O budowie komórki nerwowej ślimaka Helix pomatia, 1901
- Nowe szczególy do budowy przysadki mózgowej plazów. (Quelques nouveaux détails sur la structure de la glande pituitaire des amphibiens). Bull. internat. Acad. d. sc. de Cracovie (1902)
- Drogi nerwowe dla odruchów wywołanych wrażeniami wzrokowemi. Postęp Okulistyczny 5, s. 195–208 (1903)
- Główniejsze cechy charakterystyki antropologicznej ludności włościańskiej okolicy Kutna i Łęczycy. Mareryaly Komisyi Antropol, Archeol i Etnograf Akad Umiej 7 (1903)
- Główniejsze cechy charakterystyki ludności włościańskiej okolic Kutna i Łęczycy. Materiały antropologiczno-archeologiczne Komisji Antropologicznej AU 8, s. 101–113 (1904)
- O wpływie systemu nerwowego na procesy twórcze w organizacyach. Wszechświat (1904)
- O systemie nerwowym mieczaków, oslonic i szkarlupni (Untersuchungen über das centrale Nervensystem der Wirbellosen). Bull. internat. Acad. d. sc. de Cracovie 205-220, 1 pl. (1905)
- Materiały do charakterystyki antropologicznej ludności Królestwa Polskiego. Materiały antropologiczno-archeologiczne Komisji Antropologicznej AU s. 69–76 (1906)
- O dojrzewaniu i zapłodnieniu jaja u ślimaka Aplysia depilans. Rozpr Wydz mat-przyr AU s. 69–91 (1902)
- Anatomia i rozwój jamy ustnej i zębów. Warszawa: Nakładem Przeglądu Dentystycznego, 1905
- Badania nad budową systemu nerwowego centralnego u mięczaków, osłonic i szkarłupni. Rozpr Wydz mat-przyr AU 45, s. 262–277 (1905)
- O centralnem rozgałęzieniu włókien nerwu wzrokowego. Sprawozdania z posiedzeń naukowych w sekcyach X Zjazdu Lekarzy i Przyrodn. Polskich we Lwowie (22-25.07.1907). Wydane przez Komitet Gospodarczy, Lwów 1906-1908
- Über zentrale Endigungen des Nervus opticus. Bull de l’Acad Scie Cracovie (1908)
- Anatomja człowieka. T. I. Kraków 1909
- O gruczołach przytarczycznych. Przegląd Lekarski (1910)
- Badania nad ośrodkowemi zakończeniami nerwów wzrokowych u zwierząt ssących. W: Prace I-go zjazdu neurologów, psychiatrów i psychologów polskich. Warszawa, 1910, s. 159–167